# San Fernando de Henares
San Fernando de Henares este un oraș în Spania.